# Стоянович, Милан (1988)
Милан Стоянович (серб. Милан Стојановић; 10 мая 1988, Лесковац, СФРЮ) — сербский футболист, полузащитник.

## Карьера
Футбольную карьеру начинал дома в 2004 году в сербском клубе ФК «Власина» (Власотинце). В 2006 году в 18-летнем возрасте подписал двухлетний контракт с бельгийским «Локереном». Но через полтора года вернулся и продолжил с белградским клубом Первой лиги «Бежания». Далее последовали команды сербской Лиги Восток: снова «Власина», «Радник» (Сурдулица), «Раднички Свилайнац», «Слога Петровац-на-Млави». Затем Стоянович выступал в Боснии и Герцеговине за «Борац» (Баня Лука), но вскоре вновь возвратился в Сербию, где за полтора сезона уже за клуб Суперлиги «Металац» (Горни Милановац) сыграл 36 матчей и забил 7 голов.
В январе 2017 года подписал контракт с казахстанским клубом «Шахтёр» из Караганды. Провёл в чемпионате 27 игр и забил 10 голов (из них 3 с пенальти) и стал лучшим бомбардиром клуба. После чего, клуб продлил с ним контракт ещё на год.

## Достижения
«Окжетпес»
- Победитель первой лиги: 2022

## Клубная статистика
| Игровая карьера | Игровая карьера | Игровая карьера | Лига | Лига | Кубок | Кубок | Межд. | Межд. | Др. | Др. |
| --------------- | --------------- | --------------- | ---- | ---- | ----- | ----- | ----- | ----- | --- | --- |
| 2019            | Окжетпес        | А               | 30   | 7    | 1     | 0     | —     | —     | —   | —   |
| 2020            | Окжетпес        | А               | 16   | 1    | —     | —     | —     | —     | —   | —   |
| 2021            | Туран           | А               | 9    | 0    | 4     | 0     | —     | —     | —   | —   |
| 2022            | Окжетпес        | Б               | 21   | 3    | 1     | 0     | —     | —     | —   | —   |